# ثابيسو متشونو
ثابيسو متشونو (بالإنجليزية: Thabiso Mchunu)‏ مواليد 4 مارس 1988 في كوازولو ناتال، جنوب أفريقيا، هو ملاكم محترف جنوب أفريقي.

## المسيرة الاحترافية
من نزالاته:
- خسر أمام إيلونغا ماكابو بالضربة القاضية (2015).
- انتصر على أولانريواجو دورودولا (2014).
- انتصر على إدي شامبرز (2013).

## إحصائيات
خاض خلال مسيرته 27 نزالا، فاز في 22 ولم يتعادل وخسر في 5. فاز بالضربة القاضية في 13 نزالا.

## روابط خارجية
- ثابيسو متشونو على موقع بوكس ريك (الإنجليزية) (registration required)